# Mark Richardson (velocista)
Mark Ashton Richardson (Slough, 26 luglio 1972) è un ex velocista britannico, campione mondiale ed europeo della staffetta 4×400 metri.

## Palmarès

### Giochi olimpici
- 2 medaglie:
  - 1 argento (Atlanta 1996 nella staffetta 4×400 m)
  - 1 bronzo (Barcellona 1992 nella staffetta 4×400 m)

### Mondiali
- 1 medaglia:
  - 1 oro (Atene 1997 nella staffetta 4×400 m)

### Europei
- 2 medaglie:
  - 1 oro (Budapest 1998 nella staffetta 4×400 m)
  - 1 bronzo (Budapest 1998 nei 400 m piani)

### Mondiali juniores
- 2 medaglie:
  - 1 argento (Plovdiv 1990 nella staffetta 4×400 m)
  - 1 bronzo (Plovdiv 1990 nei 400 m piani)

## Altre competizioni internazionali
1997
- Coppa Europa di atletica leggera ( Monaco di Baviera)

1998
- Coppa Europa di atletica leggera ( San Pietroburgo)